# Jim Bunn

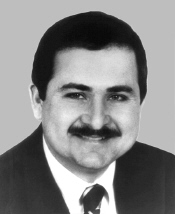
Jim Bunn

James Lee Bunn (* 12. Dezember 1956 in McMinnville, Oregon) ist ein US-amerikanischer Politiker der Republikanischen Partei. Zwischen 1995 und 1997 vertrat er den fünften Distrikt des Bundesstaates Oregon im US-Repräsentantenhaus.

## Werdegang
Jim Bunn besuchte die Dayton Union High School und danach bis 1977 das Chemeketa Community College. Er beendete seine Studienzeit im Jahr 1979 an der Northwest Nazarene University. Danach wurde er Leutnant in der Reserve der Oregon National Guard.
Zwischen 1987 und 1995 war Bunn Mitglied des Senats von Oregon. 1994 wurde er für den fünften Wahlbezirk in das US-Repräsentantenhaus gewählt, wo er am 3. Januar 1995 den nicht mehr kandidierenden Demokraten Michael Joseph „Mike“ Kopetski ablöste. Er konnte aber nur eine Legislaturperiode im Kongress absolvieren, weil er im Jahr 1996 nicht wiedergewählt wurde. Seine Niederlage hing mit der Tatsache zusammen, dass er seiner zweiten Frau, Sonja Skurdal, die auch als seine Assistentin arbeitete, mehr Gehalt bezahlte als jeder andere Assistent zu dieser Zeit erhielt. Kurz vor der Hochzeit mit Skurdal hatte er sich nach 17 Jahren Ehe von seiner ersten Frau, mit der er fünf Kinder hatte, scheiden lassen. Das alles wurde im Wahlkampf erfolgreich gegen ihn verwendet.
Nach dem Ausscheiden aus dem Kongress wurde Bunn Aufseher im Bezirksgefängnis des Yamhill County in Oregon, ein für einen ehemaligen Kongressabgeordneten ungewöhnlicher beruflicher Abstieg. Im Jahr 2008 bewarb er sich erfolglos um einen Sitz im Repräsentantenhaus von Oregon. Diesem hatten zuvor sein älterer Bruder Stan und sein jüngerer Bruder Tom angehört.